# Lye
För andra betydelser, se Lye (olika betydelser).
Lye är en småort i Gotlands kommun i Gotlands län och kyrkby i Lye socken, belägen på södra Gotland vid länsväg 144 mellan Stånga och Garde.
I Lye ligger Lye kyrka.